# Муміфікація
Муміфіка́ція — процес створення мумії з тіла померлої людини (тварини). За певного збігу обставин даний процес може відбуватись спонтанно, без участі людини. В останньому випадку всі внутрішні органи залишаються на місці.

## Рукотворна муміфікація
Відомо кілька методів муміфікації, проте найбільш поширеним вважався процес з застосуванням хімічних речовин рослинного або тваринного походження (бальзамування). Особливу популярність муміфікація мала в Стародавньому Єгипті. Поховальний ритуал передбачав створення з тіла померлого фараона — мумії. В сьогоденні муміфікації практикують племена Центральної Африки і Південної Америки. В Росії був муміфікований Ленін В. І.

## Натуральна муміфікація
Відбувається, коли тіла померлих людей опиняються в умовах навколишнього середовища, що перешкоджають розкладанню, наприклад, спекотне, сухе повітря або навпаки — низька температура. Прикладом може слугувати — Етці — крижана мумія епохи халколіту.

## Самомуміфікація
Тіла деяких буддійських монахів (Луанг Пхо Денг) після смерті без додаткового втручання (бальзамування) перетворились в мумії. Цьому сприяв спеціальний піст, при якому постійно зменшувались обсяги їжі і організм переходив на ендогенне харчування.